# Mathilde de Savoie
Ne doit pas être confondue avec l'électrice palatine Mathilde de Savoie (1390-1438) ou la princesse Mafalda de Savoie.
Titre
Reine de Portugal
1146 – 1157
(11 ans)
Mathilde ou Mahaut de Maurienne, dite de Savoie, que l'on trouve parfois sous les formes Mafalde/ (pt) Mafalda/Matilde, née vers 1125 et morte probablement le 3 décembre 1158 à Coimbra au Portugal, est une princesse issue de la dynastie des Humbertiens, à l'origine de la maison de Savoie, qui devient par mariage la première reine de Portugal en 1146.

## Biographie

### Origines
Mathilde ou Mahaut naît probablement vers 1125,. La médiéviste portugaise Maria Alegria Fernandes Marques (2013) estime pour sa part que Mathilde, serait née au début des années 1130, aux alentours de l'année 1133.
Elle est la seconde fille du comte Amédée III († 1148) et de Mahaut ou Mathilde d'Albon de Viennois (ap.1145),,.
Il existe certaines hypothèses quant à l'existence d'une première épouse du comte Amédée III, notamment le site FMG, pour lequel Mathilde serait la fille de la première épouse, Adélaïde.

### Mariage
Mathilde épouse en 1146 Alphonse (Afonso Henriques), devenu le premier roi du Portugal en 1139,, un acteur majeur de la Reconquista. Mathilde devient la première reine de la jeune nation.
Le comte en Maurienne et de Savoie applique, selon la tradition, une stratégie matrimoniale d'alliances pour ses filles. Du côté portugais, on cherche à s'éloigner de la tutelle impériale, et qu'il n'existe aucune candidature satisfaisante au sein des maisons princières de la péninsule Ibérique. Les Humbertiens représente un parti intéressant ayant des liens, quoique éloignés, avec le roi de France et l'Empereur. Il existe par ailleurs des liens entre les deux familles avec les Bourgogne.
Ce mariage se fait avec l'accord impérial, et probablement avec le consentement de l'église.
L'usage portugais la nomme Mafalda/Matilde, selon les Annales domni Alfonsi portucalensis regis. La Chronica Gothorum mentionne « Matildam, vel Mafaldam ». L'historienne Fernandes Marques souligne que seul « le respect de la tradition justifie la forme Mafalda », alors que l'usage onomastique est Mathilde.
Elle quitte la Savoie à un âge nubile. Elle accouche dix mois après son mariage.
Son activité de reine est mentionnée, pour la dernière fois, en juillet 1157.

### Mort et sépulture
Mathilde meurt à Coimbra au Portugal, au cours du mois de décembre 1158, probablement le 3, selon l'historienne Fernandes Marques (2013). Elle peut être « morte en couches ». Traditionnellement, la date de sa mort était donnée le 4 décembre 1157 ou peut-être le lendemain.
Elle est enterrée aux côtés de son époux, mort en 1185, dans le monastère de la Sainte-Croix de Coïmbre.
L'historien et généalogiste du XVIIe siècle, Samuel Guichenon, la faisait entrer dans les ordres au monastère de la Sainte-Croix de Coïmbre, à la suite de la mort de son mari. Ce dernier étant pourtant mort une vingtaine d'années après. Certains historiens ont pu reprendre cette erreur.

## Famille
Mathilde de Savoie épouse, en janvier ou juin 1146, Alphonse Ier, ils ont :
- Henri (1147-1155) ;
- Urraque (1151-1188), épouse Ferdinand II de León ;
- Mathilde (1149-1160), fiancée à Alphonse II d'Aragon ;
- Sancha (1153-…), morte jeune ;
- Sanche Ier (1153-1211), deuxième roi de Portugal ;
- Jean (…-1160) mort en bas âge ;
- Mathilde (1156-1218), épouse de Philippe d'Alsace, comte de Flandre puis d’Eudes III, duc de Bourgogne, comtesse régente de Flandre.